# Swazische lilangeni
De Swazische lilangeni is de munteenheid van Swaziland. Eén lilangeni is honderd cent. In het Swazi, een van de nationale talen, betekent langeni geld, li- voor langeni betekent enkelvoud en ema- voor langeni meervoud.
De volgende munten worden gebruikt: 1, 2, 5, 10, 20, 50 cent en 1, 2, 5 emalangeni. Het papiergeld is beschikbaar in 10, 20, 50, 100 en 200 emalangeni.
De munt is 1:1 verbonden met de Zuid-Afrikaanse rand.